# Antizoma angolensis
Antizoma angolensis är en tvåhjärtbladig växtart som beskrevs av Arthur Wallis Exell och Mendonca. Antizoma angolensis ingår i släktet Antizoma och familjen Menispermaceae. Inga underarter finns listade i Catalogue of Life.